# Protathlema SEGAS (1908)
Protathlema SEGAS (1908) była 4. edycją Protathlemy SEGAS – najwyższej piłkarskiej klasy rozgrywkowej w Grecji. Liga skupiała tylko zespoły z Aten i okolic. W rozgrywkach wzięły udział 4 drużyny. Tytułu nie obroniła drużyna Goudi Ateny. Nowym mistrzem Grecji został zespół Piraikos Syndesmos. 

## Tabela końcowa
|   | Klub               | M | Z | R | P | Br+ | Br- | Br+/- | Pkt | Uwagi  |
| 1 | Piraikos Syndesmos | ? | ? | ? | ? | ?   | ?   | ?     | ?   | Mistrz |
| 2 | Goudi Ateny        | ? | ? | ? | ? | ?   | ?   | ?     | ?   |        |
| 3 | PO Athenon         | ? | ? | ? | ? | ?   | ?   | ?     | ?   |        |
| 4 | Ethnikos Ateny     | ? | ? | ? | ? | ?   | ?   | ?     | ?   |        |

Nie są znane rezultaty końcowe poszczególnych klubów. Pewna jest tylko powyższa kolejność zespołów w powyższej tabeli oraz wyniki dwóch meczów:
- Goudi Ateny – Ethnikos Ateny 3-1
- PO Athenon – Ethnikos Ateny 2-0